# Partito del Progresso Democratico
Il Partito del Progresso Democratico (in serbo Партија Демократског Прогреса РС - ПДП, Partija demokratskog progresa RS - PDP) è un partito parlamentare politico serbo in Bosnia ed Erzegovina.
Di ispirazione conservatrice, PDP è guidato da Branislav Borenović. Il partito è membro del PPE e dell'Unione Democratica Internazionale.